# Clive Baker
Pour les articles homonymes, voir Baker.
Ne doit pas être confondu avec Clive Barker.
Clive Baker né le 1er août 1942, est un pilote automobile britannique. Il compte notamment sept participations aux 24 Heures du Mans, entre 1964 et 1970.

## Carrière
Il commence sa carrière de pilote automobile en 1962 à Snetterton, où à bord d'une Austin-Healey Sprite, il se classe troisième. Un an plus tard, il oriente sa carrière vers l'endurance automobile. Ainsi, il participe aux 12 Heures de Sebring où il abandonne. Il participera à neuf reprises au tour d'horloge, avec pour meilleur résultat une 13e place acquise lors de l'édition 1967, mais il connut également quatre abandons.
En 1964, il participe une première fois aux 24 Heures du Mans, sur Austin Healey Sebring Sprite, il se classe en vingt-quatrième position.
En 1970, il abandonne lors des 24 Heures de Spa sur Mazda R100. Ensuite, il participe une dernière fois aux 24 Heures du Mans, sur Chevron B16-BMW, et abandonne à la vingtième heure,.
En 1972, il participe au World Championship Victory Race, une course de Formule 1 disputée hors championnat du monde. Pilotant une monoplace de Formule 5000, la McLaren M10B (en) en l'occurrence, il abandonne dès le premier tour.